# Mycodiplosis simulacri
Mycodiplosis simulacri är en tvåvingeart som beskrevs av Ephraim Porter Felt 1915. Mycodiplosis simulacri ingår i släktet Mycodiplosis och familjen gallmyggor.
Artens utbredningsområde är Sri Lanka. Inga underarter finns listade i Catalogue of Life.